# Janus Lernutius
Janus Lernutius of Jan Leernout (Brugge, 13 november 1545 - 29 september 1619) was een humanist en dichter.

## Levensloop
Enige zoon van een begoede Brugse burger, volbracht hij zijn middelbare studies in Gent en in Antwerpen. Vervolgens trok hij naar Leuven en nadien ook nog naar Parijs (1565) Daar sloot hij vriendschap met Janus Dousa en Lucas Fruitiers. De drie wedijverden in het schrijven van galante verzen, onder meer vertaald uit het Grieks of het Latijn. Ze vonden elkaar ook in het kasteel Noordwijk bij Leiden, dat aan Dousa behoorde en waar ook Victor Giselin kwam verblijven. In 1570 verbleef Lernutius even in Leuven en sloot er levenslange vriendschap met Justus Lipsius. Met hem en met Giselin zou hij verscheidene jaren op reis gaan.
Bevreesd voor de terreur van de hertog van Alva, ging hij in ballingschap naar Besançon en Dole. Hij en Justus Lipsius waren aanwezig toen Giselin er in 1572 doctor in de geneeskunde werd. Vervolgens reisde hij naar Italië, waar hij aan archeologische opgravingen deelnam. Hij verbleef in Pavia tot einde 1573, en verbleef ook enkele maanden in Rome. In de lente van 1574 kwam hij naar Brugge terug, trouwde met Maria Tortelboom en kreeg met haar twaalf kinderen. Van 1576 tot 1583 zetelde hij in het Brugse stadsbestuur (schepen, raadslid, hoofdman, opnieuw raadslid), dat toen hoofdzakelijk door calvinisten werd beheerst. In 1577 ontvluchtte Lipsius Leuven en kwam enige tijd bij Lernutius wonen, alvorens naar Leiden te vertrekken. Het jaar daarop gingen Giselin en Lernutius hem daar bezoeken. In 1579 publiceerde Lernutius voor het eerst een aantal gedichten. Ze gaven hem grote bekendheid. Keizer Rudolf II schatte zijn dichtkunst hoog en verhief Lernutius in de adel.
In 1587, op weg naar Rijsel, werd hij door Engelse troepen gevangengenomen en gedurende vijf jaar in pijnlijke omstandigheden in Oostende en daarna in Engeland vastgehouden, tot hij tegen een hoge losprijs einde 1592 kon vrijkomen. Later, tussen 1609 en 1619 was hij nog zes maal schepen van Brugge.
Zijn eerste gepubliceerd werk was zijn Carmina, waarin vooral de cyclus met liefdesgedichten Ocelli (Oogjes), die hem beroemd maakte en hem de naam gaf van 'Princeps poetarum' (Vorst der dichters) onder de neolatinistische dichters. Zijn tweede bundel, Basia (Kussen), verscheen slechts in 1614.
Na zijn overlijden werd Lernutius in de Sint-Salvatorkerk begraven, met zijn vrouw, een paar van zijn kinderen en andere familieleden. Een epitaaf werd opgericht dat nog steeds in de kathedraal aanwezig is.

## Publicaties
- Carmina,quorum seriem pagina proximo indicabit Antwerpen, Plantin, 1579
- Encomiastica, 1604 (gedichten met religieuze en morele thema's)
- Epinicia honori et virtuti Ducis Ambrosii Spinulae dicata. Hier. Verdussen, Antverpen 1607 digital
- Epicedia, sive funus Lipsianum immortalitati sacratum. Hier. Verdussen, Antverpen 1607 digital
- Basia, 1614
- Commentarii de natura et cultu Caroli Flandriae comitis, (...), Brugge, 1621 (de geschiedenis van Karel de Goede, postuum door zijn zoon Jacob aangevuld en gepubliceerd).
- Manes Catulli, epigrammen hoofdzakelijk van Lernout, gepubliceerd in 1955.

## Nederlandse vertaling
- Janus Lernutius, Kussen uit Brugge, vert. Tom Ingelbrecht, 2018, ISBN 9789492339584